# Texarkana
Texarkana település az Amerikai Egyesült Államok Texas államában, Bowie megyében. Lakosainak száma 36 193 fő (2020. április 1.).

## Közlekedés

### Vasút
A települést napi egy pár Texas Eagle néven futó Amtrak távolsági vonatjárat érinti.

## Népesség
A település népességének változása:

| 2010 | 36 411 |
| 2020 | 36 193 |